# NGC 2022
NGC 2022 es una nebulosa planetaria ubicada en la constelación de Orión. Presenta una magnitud visual de 12.8 y un tamaño aparente de 0.5 x 0.4 minutos de arco.
En un telescopio de 8 pulgadas y cielos oscuros aparece como un pequeño parche de luz. A pesar de ser poco brillante, es todavía posible identificarla en el ocular.